# Savarts tandhjul

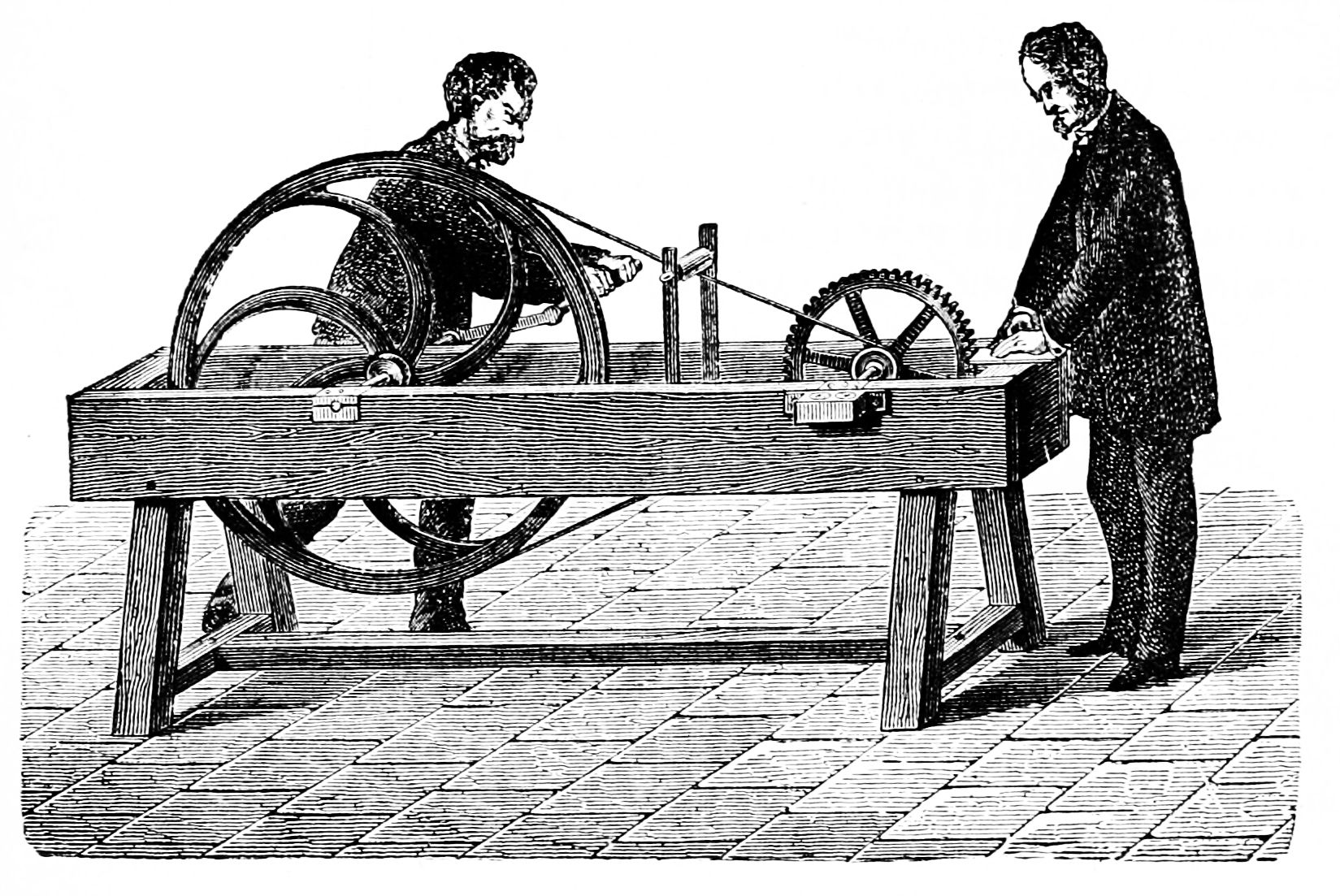
Savarts tandhjul.

Savarts tandhjul är en apparat, som konstruerades av den franske fysikern Félix Savart.
Savarts tandhjul används numera huvudsakligen vid undervisningen för att demonstrera, hur en ton uppkommer och hur tonens höjd är beroende av svängningstalet, består av ett antal på en gemensam axel fästa kugghjul med olika antal kuggar. Om hjulen medelst en rotationsapparat hastigt vrids runt och man mot kuggarna vid ett av hjulen håller ett kort eller dylikt, hörs en ton, vars svängningstal är beroende dels på kuggarnas antal, dels på den hastighet, varmed hjulet roterar. Savart konstruerade apparaten för att kunna bestämma svängningstalen hos toner. Då kuggarnas antal vid det hjul, som används för tonens frambringande, är bekant, kan svängningstalet beräknas, om antalet varv, som hjulet gör per sekund, bestämmes.